# Lord Cramond

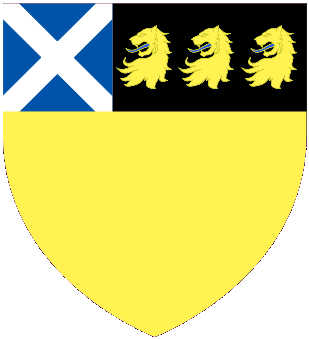
Wappen der Lords Cramond

Lord Cramond war ein erblicher britischer Adelstitel (Lordship of Parliament) in der Peerage of Scotland. Der Titel ist nach dem Ort Cramond bei Edinburgh benannt.

## Verleihung und Geschichte des Titels
Der Titel wurde am 29. Februar 1628 von König Karl I. an die englische Schriftstellerin Elizabeth Richardson (geborene Beaumont, verwitwete Ashburnham) verliehen. Sie war in zweiter Ehe mit dem Chief Justice of the Common Pleas, Sir Thomas Richardson (1569–1635), verheiratet. Die Verleihung erfolgte mit der Erbregelung, dass der Titel an ihren Stiefsohn, Sir Thomas Richardson († 1643), und nach ihm an dessen Vater und dessen männliche Nachkommen vererbbar sei. Ihre Söhne aus erster Ehe waren von der Erbfolge ausgeschlossen. Da sie ihren Gatten und Stiefsohn überlebte, fiel der Titel bei ihrem Tod 1651 an den Sohn ihres Stiefsohns, Thomas Richardson (1627–1674) als 2. Lord. Der Titel erlosch beim kinderlosen Tod von dessen Enkel, dem 5. Lord, am 28. Juli 1735.

## Liste der Lords Cramond (1628)
- Elizabeth Richardson, 1. Lady Cramond († 1651)
- Thomas Richardson, 2. Lord Cramond (1627–1674)
- Henry Richardson, 3. Lord Cramond (1650–1701)
- William Richardson, 4. Lord Cramond (1654–1719)
- William Richardson, 5. Lord Cramond (1715–1735)